# Kwak
Kwak – piwo belgijskie o barwie od jasnobrązowej do złoto-bursztynowej, serwowane w specjalnych tradycyjnych szklankach, kształtem przypominających klepsydrę o okrągłym dnie. Kształt tych szklanek nawiązuje do kielichów, w których belgijskim woźnicom podawano piwo. Nazwa piwa wywodzi się od jego twórcy, Pauwela Kwaka, który stworzył je w 1791 roku. Obecnie produkowane jest w rodzinnym browarze Bosteels w Buggenhout w Belgii. Kwak to piwo górnej fermentacji o zawartości alkoholu 8,4%. Warzone jest w stylu: belgijski ale dubbel.